# Međunarodni pravilnik o načinu reklamiranja i prodaje nadomjestaka za majčino mlijeko
Međunarodni pravilnik o načinu reklamiranja i prodaje nadomjestaka za majčino mlijeko (također poznat kao Kôd) međunarodni je okvir zdravstvene politike za promicanje dojenja koji je usvojila Svjetska zdravstvena skupština (WHA) Svjetske zdravstvene organizacije (WHO) 1981. godine. Kod je razvijen kao globalna javnozdravstvena strategija i preporučuje ograničenja u reklamiranju zamjenskog mlijeka, kao što su tvornički mliječni pripravci za dojenčad (formula, adaptirano mlijeko) kako bi se osiguralo da majke nisu obeshrabrene od dojenja i da se nadomjesci sigurno koristite, ako je to potrebno. Kod također pokriva etička razmatranja i propise za marketing bočica i duda za hranjenje. Niz naknadnih rezolucija WHA dodatno je pojasnio ili proširio određene odredbe Koda, budući da su se marketing i tržišne prakse razvijali od dana donošenja originalnog dokumenta.
Od donošenja dokumenta do danas su 84 zemlje su donijele propise kojima se provode sve ili mnoge odredbe Koda i naknadnih relevantnih rezolucija WHA. U Hrvatskoj je Kod djelomično implementiran u zakone.

## OdredbeKôda
Kod ima za cilj zaštititi dojenje od utjecaja komercijalne promocije na majke, zdravstvene radnike i zdravstvene sustave. 
Kod i prateće rezolucije sadrže i posebne odredbe i pravila označavanja tvorničkih mliječnih pripravaka za dojenčad i drugih zamjena za majčino mlijeko.

### i. Majke
- Informativni i edukativni materijali o hranjenju dojenčadi i male djece trebaju biti objektivni i dosljedni te naglašavati važnost dojenja. Ni u kojem slučaju se takvi materijali ne smiju odnositi na robnu marku proizvoda iz domene Koda.
- Zabranjeni su svi oblici reklamiranja i promocije proizvoda iz domene Koda.
- Majke ne smiju dobivati besplatne uzorke proizvoda iz domene Koda.
- Promotivni alati kao što su popusti i posebni prikazi na maloprodajnoj razini su zabranjeni.
- Predstavnici tvrtki ne smiju inicirati izravan ili neizravan kontakt s majkama.
- Zdravstveni rizici nedojenja trebaju biti istaknuti odgovarajućim označavanjem i upozorenjima.

### ii. Zdravstveni radnici
- Kod zdravstvenim radnicima daje odgovornost da potiču i štite dojenje.
- Materijali koji se odnose na proizvode koje proizvođači i distributeri daju zdravstvenim djelatnicima trebali bi biti ograničeni na 'znanstvena i činjenična' pitanja. Oni ne bi trebali biti alat za promicanje upotrebe proizvoda iz domene Koda.
- Uzorci proizvoda mogu se dati zdravstvenim radnicima samo kada je to potrebno za profesionalnu ocjenu ili istraživanje na institucionalnoj razini. Te uzorke ni u kojem slučaju ne treba davati majkama.
- Kako bi spriječili sukob interesa, proizvođači i distributeri ne bi trebali davati materijalne ili financijske poticaje zdravstvenim radnicima. Tri WHA rezolucije o prehrani dojenčadi i male  djece posebno su upozorile na sukob interesa.[7] Rezolucija iz 1996. (WHA rezolucija 49.15) pozvala je na oprez u prihvaćanju financijske potpore zdravstvenim radnicima koji rade na zdravlju dojenčadi i male djece što može stvoriti sukob interesa. Potreba za izbjegavanjem sukoba interesa proširena je 2005. (WHA rezolucija 58.32) te je ponovljena 2008. (WHA rezolucija 61.20).

### iii. Zdravstveni sustavi
- U zdravstvenoj ustanovi zabranjena je promocija bilo kojeg proizvoda iz domene Koda. To uključuje izlaganje proizvoda, plakata i postera koji se odnose na takve proizvode i distribuciju bilo kakvih materijala koje osiguravaju proizvođači i distributeri.
- Hranjenje zamjenskim mlijekom treba pokazati samo onim majkama ili članovima obitelji koji ga trebaju koristiti, a dane informacije trebaju uključivati jasno objašnjenje rizika nedojenja i opasnosti od nepravilne uporabe proizvoda.
- Donirana oprema i materijali ne smiju se odnositi na robne marke proizvoda iz domene Koda.
- Besplatne zalihe: Dvije naknadne rezolucije (WHA 39.28 [1986.] i WHA 47.5 [1994.])  pozivaju na ukidanje svih besplatnih ili jeftinih opskrba bilo kojeg dijela zdravstvenog sustava proizvodima iz domene Koda.[8] Proizvođačima i distributerima je stoga zabranjeno besplatno ili po niskoj cijeni davati te proizvode zdravstvenim ustanovama. (Prema smjernicama Inicijative Rodilišta prijatelji djece, 'niska cijena' znači manje od 80 % maloprodajne cijene.)

### iv. Označavanje
- Informacije na deklaraciji na tvorničkim mliječnim pripravcima za dojenčad moraju biti jednostavne, lako razumljive i na odgovarajućem jeziku.
- Na deklaraciji mora biti navedena izjava o superiornosti dojenja i da se proizvod smije koristiti samo nakon konzultacija sa zdravstvenim radnicima.
- Ne smiju se koristiti slike ili tekst koji mogu idealizirati upotrebu nadomjestaka za majčino mlijeko kao i određeni izrazi, kao što su 'humanizirani' i sl.
- Prehrambene i zdravstvene tvrdnje na deklaracijama proizvoda ne bi trebale biti dopuštene osim ako ih dopušta nacionalno zakonodavstvo (WHA rezolucija 58.32 [2005]).[9]
- Deklaracije moraju sadržavati izričita upozorenja kako bi se potrošači informirali o rizicima kontaminacije praškastih tvorničkih mliječnih pripravaka s patogenim mikroorganizmima (WHA rezolucija 58.32 [2005]).[9]
- Deklaracije moraju biti u skladu sa smjernicama WHO/FAO o sigurnoj pripremi, skladištenju i rukovanju mliječnim pripravcima za dojenčad u prahu (WHA rezolucija 61.20 [2008]).[10]

U skladu s preporukom za isključivo dojenje u WHA rezoluciji 54.2 [2001], sva komplementarna hrana mora biti označena kao prikladna za prehranu dojenčeta od navršenih šest mjeseci, a ne ranije.

## Proizvodi u doseguKôdai pratećih rezolucija
U dosegu Koda su zamjenska mlijeka, kada ih se reklamira ili na drugi način predstavlja kao djelomičnu ili potpunu zamjenu za majčino mlijeko.
Zamjene za majčino mlijeko mogu uključivati hranu i piće kao što su:
• početna i prijelazna tvornička mliječna hrana za dojenčad
• drugi mliječni proizvodi  
• žitarice za dojenčad 
• kašice 
• čajevi i sokovi za djecu  
Kod se također odnosi na bočice i dude (nastavke) za hranjenje. Neke zemlje su proširile djelokrug Koda i na tzv. dude varalice. 

## Implementacija
Industrija dječje hrane bila je predmet oštrih kritika od strane nevladinih organizacija, međunarodnih agencija i grupnih kampanja zbog nepoštivanja Koda. Jedan od najvećih svjetskih proizvođača hrane i pića, švicarski div Nestlé, bio je predmet međunarodnog bojkota od 1977. zbog reklamiranja svojeg zamjenskog mlijeka prije i nakon razvoja Koda (vidi Nestlé bojkot).
Sam po sebi, Međunarodni pravilnik o načinu reklamiranja i prodaje nadomjestaka za majčino mlijeko nije pravno obvezujući. Tvrtke su podložne zakonskim sankcijama samo ako su odredbe Koda ugrađene u zakonodavstvo nacionalne države. Mnoge su zemlje u cijelosti ili djelomično usvojile Kod kao zakon. Druge zemlje uopće nemaju zakone kojima reguliraju marketing dječje hrane.
Kršenja Koda od strane proizvođača dječje hrane još su raširena, osobito (ali ne isključivo) u zemljama koje nisu ugradile odredbe Koda u nacionalno zakonodavstvo ili gdje su nadzor i provedba slabi. Svjetska zdravstvena organizacija, Međunarodna akcijska mreža za dječju hranu (IBFAN), UNICEF, Save the Children i druge međunarodne organizacije provode praćenje provedbe Koda diljem svijeta, neovisno ili u suradnji s vladama.

## ProvedbaKôdau Hrvatskoj
Republika Hrvatska je od 14. svibnja 1009. potpisnica rezolucije Svjetske zdravstvene skupštine broj 45.34., čime se obvezala na uvođenje Koda u pravnu regulativu, međutim, do danas su u zakone uvrštene tek neke odredbe, a u medijima i u zdravstvenom sustavu se Kod krši bez sankcija, što izravno šteti statusu dojenja. Neke odredbe Koda ugrađene su u Uredbu (EU) br. 609/2013 Europskog parlamenta i Vijeća od 12. lipnja 2013. o hrani za dojenčad i malu djecu, hrani za posebne medicinske potrebe i zamjeni za cjelodnevnu prehranu pri redukcijskoj dijeti, najviše se radi o odredbama koje se tiču reklamiranja unutar zdravstvenog sustava i to početnih tvorničkih mliječnih pripravaka za dojenčad.
Sva rodilišta koja nose titulu Rodilište prijatelj djece dužna su u potpunosti se pridržavati Koda, a od 2016. godine u Hrvatskoj tu titulu nose sva javna rodilišta.
Dvije organizacije civilnoga društva u Hrvatskoj članice su IBFAN-a i nadgledaju kršenja Koda, radi se o udrugama Roditelji u akciji i Hrvatskoj udruzi IBCLC savjetnica za dojenje, koje o praksama kršenja Koda u Hrvatskoj informiraju UN-ov Odbor za prava djeteta. Taj odbor je među zaključnim primjedbama na zadnje periodično izvješće Republike Hrvatske 2014. godine izrazio zabrinutosti, među ostalim i na područje zaštite dojenja te donio sljedeću preporuku: "49. Odbor preporučuje da država stranka poduzme postupke kojima će poboljšati praksu isključivog dojenja, putem  mjera  podizanja  svijesti, pružanjem informacija i obuke relevantnim stručnjacima, osobito osoblju koje radi u rodilištima i roditeljima. Odbor također preporučuje da država stranka poduzme sve potrebne zakonodavne i strukturne mjere, uključujući nadzor, kako bi kontrolirala oglašavanje nadomjestaka za majčino mlijeko."

## Vanjske poveznice
- Tekst Kôda na hrvatskom jeziku (PDF)
- Tekst Kôda na engleskom jeziku (PDF)
- Roditelji u akciji - Roda: Program Dojenje i zaštita dojenja
- Hrvatska udruga IBCLC savjetnica za dojenje
- Međunarodna akcijska mreža za dječju hranu (IBFAN)
- Baby Milk Action (Velika Britanija)
- Baby Nahrung (Njemačka)
- Kršenje Koda, rastezanje Koda, IBFAN, 2004. i 2007.